# 코바치 이슈트반 (권투 선수)
코바치 이슈트반(헝가리어: Kovács István, 1970년 8월 17일~)은 헝가리의 권투 선수, 체육행정인이다. 2021년부터 2022년까지 국제 복싱 협회 사무총장을 맡았다.
헝가리 국가대표 선수로서 1992년 하계 올림픽에서 플라이급 동메달, 1996년 하계 올림픽에서 밴텀급 금메달을 획득했다. 또한 1991년 세계 선수권 대회에서 플라이급 금메달, 1997년 세계 선수권 대회에서 페더급 금메달을 획득했다.
프로 선수로 전향한 후인 2001년에는 세계 복싱 기구(WBO) 페더급 챔피언 타이틀을 획득했다.